# 대한민국의 다문화 가정
대한민국의 다문화 가정은 대한민국 문화의 영향을 받지 않는 사람들로 이루어져 있다.

## 정의
한국의 다문화가정을 지원하기 위한 정책은 한국 국적을 취득한 가정을 대상으로 한다. 한국의 다문화가정을 지원하기 위한 정책은 한국 국적을 취득한 가정을 대상으로 한다. 국제결혼을 통해 한 가족에 두 문화가 공존하는 가족형으로 정의할 수 있지만, 한국으로 이주하는 외국인 노동자 가족, 북한 난민 가족, 조선족 가족도 포함된다.
첫 번째 범주인 국제 결혼 가족은 결혼한 대한민국 국민과 외국인 배우자로 이루어진 가족을 말한다. 대부분의 가족에는 자녀가 포함된다. 세 번째 범주인 북한이탈 주민 가족은 북한에서 정식으로 등록된 주민으로 구성된다. 이들은 다양한 동기로 북한 사회를 떠났다. 탈북자들이 가족과 함께 탈북하는 경우도 있지만 한국에서 새로운 가정을 꾸리는 이들을 위한 정책도 마련된다. 마지막 범주에는 한국 고유의 문화를 가진 중국이나 러시아에서 태어나고 자라서 다양한 배경을 가진 조상이 한국을 떠나 이민, 취업 등의 목적으로 한국에 정착한 동포 가족이 포함된다.
다문화가정의 자녀는 한국인 배우자와 다른 문화적 배경을 가진 외국인 거주자 사이에서 태어난 자녀로 정의된다.다문화가정의 자녀는 한국인 배우자와 다른 문화적 배경을 가진 외국인 거주자 사이에서 태어난 자녀로 정의된다. 처음에는 다문화 가정의 자녀를 코시안, 즉 혼혈이라고 불렀다. 이후 '국제결혼 자녀' 또는 '국제결혼 이민자의 자녀'라는 가치중립적인 용어를 사용하기 시작했다. 최근에는 '다문화가정 자녀'라는 말을 쓰기 시작했다.
다문화 가족지원법에 따르면 다문화 가족은 배우자 1명이 결혼을 통해 이민을 가고 다른 1명이 대한민국 국민인 부부 또는 배우자 2명이 모두 결혼을 통해 대한민국 국민이 된 부부로 정의한다. 이 정의는 배우자 2명이 모두 외국인인 대한민국에 합법적으로 거주하는 국제 가족은 제외한다. 이로 인해 보육이나 기타 혜택에 대한 정부의 재정 지원에 대한 접근이 제한되는 등 차별로 이어질 수 있다.

### 아이들의 분류

#### 국제결혼이민자의 자녀
첫째, 국제결혼이민자의 자녀가 있다. 부모 중 한 명은 한국 국적을, 다른 한 명은 외국 국적을 가진 자녀이다. 첫째, 국제결혼이민자의 자녀가 있다. 부모 중 한 명은 한국 국적을, 다른 한 명은 외국 국적을 가진 자녀이다. 다문화 가족 지원 정책에 따른 지원을 받을 수 없다. 다문화가족의 한국 적응 및 경제적 자립을 지원하는 서비스이다. 그러나 이들의 수가 증가했고 일부는 한국 국적을 취득했다. 셋째, 탈북자로서 '새터민'이라 불리는 탈북자 가족의 자녀들. 귀화를 통해 한국 국적을 취득한다. 남한과 북한은 한국이 남북으로 분단된 후 서로 다른 문화를 형성했기 때문에 문화적 문제를 안고 있다.

#### 이민자 청소년
청소년 이주자란 부모가 한국인과 재혼하여 본국에서 자란 후 한국에 오는 청소년 또는 청소년기에 부모의 한 나라에서 자란 후 한국에 오는 국제결혼 가정의 자녀를 말한다. 청소년 이주자란 부모가 한국인과 재혼하여 본국에서 자란 후 한국에 오는 청소년 또는 청소년기에 부모의 한 나라에서 자란 후 한국에 오는 국제결혼 가정의 자녀를 말한다. 즉, 이민청소년은 외국 국적을 가진 학령기 청소년과 모국에서 성장하는 과정에서 한국에 정착한 아동을 말한다. 태어날 때부터 한국어를 배워서 사용하는 한국 국적의 다문화 가정 자녀와는 국적이 다르다.청소년 이주자란 부모가 한국인과 재혼하여 본국에서 자란 후 한국에 오는 청소년 또는 청소년기에 부모의 한 나라에서 자란 후 한국에 오는 국제결혼 가정의 자녀를 말한다.

##### 한국의 혼혈 아동
한국에서 혼혈아가 된다는 것은 인생이 소수자로 시작된다는 것을 의미한다. 한국에서 혼혈아가 된다는 것은 인생이 소수자로 시작된다는 것을 의미한다. 전통적으로 한국은 단일 민족 국가로 간주되어 혼혈이 전통적으로 지원되지 않았다. 그러나 외국 여성과 한국 남성의 혼인이 많아지면서 혼혈아의 수가 증가하고 있다. 9세에서 17세 사이의 청소년 56명을 대상으로 조사한 결과, 혼혈아동은 '순수'하지 않고 한국인으로 받아들여지지 않고 '한국인과 외국인 사이'로 분류되는 것으로 나타났다.  혈통과 피부색을 기반으로 한 기존의 계층 구조 개념은 민족주의 개념과 한국인의 순수 혈통이 얼마나 강한 영향을 받는지 분명히 한다.한국에서 혼혈아가 된다는 것은 인생이 소수자로 시작된다는 것을 의미한다.
피부색은 토론에서 큰 역할을 하는 것으로 보이며 한국인이 인종과 피부색을 보는 방식과 많은 관련이 있는 '색상 코딩 계층'이 있다. 피부색은 토론에서 큰 역할을 하는 것으로 보이며 한국인이 인종과 피부색을 보는 방식과 많은 관련이 있는 '색상 코딩 계층'이 있다. 피부가 하얀 한국인은 노란 피부보다 높은 가치를 부여하고 짙은 갈색과 검은색 피부 톤을 가진 사람들은 낮은 가치를 부여한다. 이는 일부 아프리카계 미국인 군인들이 매춘부이거나 가난한 배경에서 온 한국 여성에게서 태어난 아기를 버린 한국전쟁과 직결된다. 아이들은 결국 ' 이름으로 불리며 받아들여지는 데 어려움을 겪는다. '오리진-코딩 계층'도 존재하는데 부모의 출신과 경제적 지위가 요인이 된다. 한국 사회는 개발도상국에서 온 혼혈인들을 차별한다. 자녀나 부모가 평생 한국에서 살았고 유창 개발도상국에서 온 혼혈인들을 차별한다. 자녀나 부모가 평생 한국에서 살았고 유창한 한국어를 구사할 수 있든 없든.
한국에서는 '다른' 피 한 방울이 그들을 특정 인종으로 지정하는 것이 아니라 한국에서는 '다른' 피 한 방울이 그들을 특정 인종으로 지정하는 것이 아니라한국에서는 들을 '외국인'으로 지정한다. 이는 완전한 한국인이 아니라는 의미로 이해한다. 그 결과 아이들은 완전한 한국인으로 받아들여지지 않으면서도 문화 사이에서 선택해야 하는 자신을 발견한다.
Pittsburgh Steelers의 리시버인 Hines Ward는 "The Long Way Home"이라는 제목의 기사에서 한국인 어머니와 아프리카계 미국인 아버지를 둔 느낌을 설명했다. 한국의 혼혈 어린이들은 급우들과 일부 교사들조차 그들을 괴롭히고 괴롭힌다고 말한다. Ward의 어머니는 이것이 아들과 함께 한국으로 돌아갈 수 없었던 이유라고 밝혔다.그들을 괴롭히고 괴롭힌다고 말한다.
Pearl S. Buck International은 한국 혼혈 아동을 대신하여 일하는 단체 중 하나이다. 한 조사에서 한국 혼혈 아동의 9.4%가 초등학교를 자퇴한 것으로 드러났다.  반면 한국 아이들은 0 % 비율.
최근 지방의 정부는 다문화 가족에 대한 주민들의 교육을 강화하기 위해 노력하고 있다. 지방의 당국은 무료 한국어 학교를 통해 외국인 주민을 통합하려고 시도하고 있다. 이러한 새로운 다문화주의 현상은 우리 사회가 직면한 매우 중요한 문제이다.

## 현재 상황
2015년 다문화가정 자녀 수는 무려 207,693명이다. 6세 미만 아동은 11만명으로 무려 60%를 차지한다. 초등학교, 중학교, 고등학교 교육을 받아야 하는 학령기 청소년은 매년 7,000~10,000명씩 증가하고 있으며, 유아기에도 마찬가지이다. 다문화가정 자녀의 비율은 무려 83%이다. 그러나 부모가 사업을 하러 와서 한국 국적을 취득하고 추후에 이주 자녀는 결혼으로 형성되는 다문화 가정과 함께 증가하는 경향을 보였다.

### 법적 측면
다문화 가족법은 2008년에 제정됐다. 이후 다문화 가족의 종합적인 계획을 수립하였다. 2016년에는 다문화가정 아동 생애주기에 대한 조정대책이 시행되었다. 현재 상황으로 미루어보았을 때, 다문화 가족 지원은 지속적으로 상향되고 있다. 아이들의 인생을 위해 더 나은 복지와 각종 정책들이 제시되어야 한다.

## 사회·경제·문화적 측면

### 사회적 측면

다문화가정 학생수

현황: 2015년 초중고 다문화가정 학생수는 83,000명이다. 다문화 가정 학생은 전체 학생의 약 1.4%정도이다. 다문화 가정 학생은 2015년 기준으로 초등학생이 약 73%정도이고, 중학생이 약 16.8%이고, 고등학생이 10.2%이다

전체 학생과 다문화가정 학생의 출석률

다문화 가정 학생의 취학률은 무려 초등학교 97.2%정도이고, 중학교 75.6%정도이고, 고등학교 76.7%정도이다. 전체 학교 출석률에 비해 낮은 수준을 보이고 있다. 전체 취학률은 초등학교 97.2%, 중학교 96.2%, 고등학교 93.6%이다.
지원정책: 한국 중앙정부의 다문화교육 복지 정책은 공교육 내부에 위치하는 다문화교육정책과 공교육 외부에 위치하는 다문화교육정책으로 나누어진다. 공교육 내부에 위치하는 다문화교육정책은 교육부 산하의 16개 지자체 교육부와 각 학교 차원에서 효력을 발휘한다. 공교육 외에 여성가족부를 중심으로 8개 중앙부처와 지방자치단체가 교육복지에 지속적으로 관여하고 있다. 여성가족부는 다문화가족의 생애주기별 맞춤형 서비스를 제공하고 다문화가족지원센터를 운영하고 있다.

### 경제적 측면

다문화가정 자녀 취업률

다문화가정 자녀의 근로현황

현황 : 15세 이상 다문화가정 자녀의 취업률은 2015년 기준 27.1%이다. 이를 토대로 살펴보면 전체 아동 3만8052명 중 1만329명만이 일자리를 찾은 셈이다. 부모 모두 외국인인 자녀의 취업률은 39.6%이다. 그리고 한국인 어머니와 외국인 아버지 사이에서 자란 자녀(25.3%), 외국인 어머니와 한국인 아버지 사이에서 자란 자녀(24.7%)보다 높았다.
다문화가정 자녀의 취업현황 통계를 보면 정규직 21%정도이고, 비정규직 42.2%정도이고, 일용직 35.4%정도이고, 고용인을 고용한 자영업자는 0%정도이고, 고용하지 않은 자영업자는 0%정도로 나타났다. 0.8%정도이고, 무급가족종사원은 전체의 0.6%정도이다. 이는 다문화가정의 자녀가 정규직과 같은 안정적인 직업보다는 비정규직, 일용근로자 같은 직업을 갖고 있는 것에 대한 정보를 보여준다. 통계자료에 따르면 일용근로자 비율은 부모가 모두 외국인인 자녀가 16.1%, 한국인 어머니와 외국인 아버지 사이에서 자란 자녀가 36.6%, 외국인 어머니와 한국인에게서 자란 자녀가 36.6%로 나타났다. 아버지는 39.7%. 외국인 부모 밑에서 자란 아이들이 다른 경우보다 안정적이고 쉽게 취업할 수 있다는 뜻이다.
지원정책 : 다문화가정아동지원센터 중 무지개청소년센터에서는 다문화가정 자녀의 직업교육 '내일을 좝(job)아라)' 프로그램을 운영하고 있다. 내일을 선택하라, 내 일을 선택하라'는 자신의 직업을 찾아 미래를 미리 준비한다는 뜻이다. 다문화가정 자녀(이주청소년, 다문화청소년, 북한이탈주민 자녀)가 직업훈련 및 취업지원 프로그램을 통해 보다 안정적으로 사회, 세계로 진출할 수 있도록 돕는 프로그램이다. 교육 및 훈련 비용은 무료이다. 지원대상은 16~24세의 이주청소년, 다문화청소년, 탈북자녀로서 전문자격증 취득을 희망하는 자이다.

### 문화적 측면
현황: 몇몇 다문화 가정의 자녀들은 자신의 정체성에 대해 복잡해하고 또한 혼란스러워 한다. 언어, 문화, 가치관의 차이로 인해 지속적인 혼란을 겪는다. 국가 간 생각의 차이, 부모와의 소통의 어려움이 그 예다. 한국인처럼 생긴 학생도 부모의 국적을 욕하는 경향이 있다.
지원정책 : 한국은 다문화가정 자녀의 정체성을 확실하게 확립할 수 있게끔 도와주는 지원사업을 지자체별로 운영하고 있다. 청주시 다문화가족지원센터에서는 다문화가정 자녀를 위한 다양한 서비스를 제공하고 있다. 센터는 지원 서비스 중 하나인 '이중언어 환경 프로젝트'를 통해 다문화가정 아동의 정체성 회복을 위해 노력하고 있다. 함양군 다문화가족지원센터는 다문화가정 자녀를 대상으로 한 '다문화 프로그램'을 운영하고 있다. '다재다능한 프로그램'의 '내 감정 이해하기' 강의는 어느정도의 15명의 다른 연령대의 청소년들과 함께 감정을 나누는 체험을 통해 아이들의 긍정적인 자아와 정체성 강화에 도움을 더 많이 줄 수 있는 프로그램이다. 관계자는 "사실 다문화가정 자녀가 학교 등 여러 상황에서 정체성에 대한 다양한 혼란을 겪기 때문에 충분한 공감대 형성과 진솔한 감정 공유가 건강한 정체성 형성에 도움이 될 수 있다 고 말했다.